# Neronia
Neronia – niemiecka grupa progresywna, powstała w 1994 z przekształcenia zespołu Ulysses, do którego dołączył nowy wokalista – Frank Ullmann. Nazwę zaczerpnięto z tytułu jedynej płyty Ulyssesa. W latach 1994–2004 grupa przeszła liczne zmiany personalne. W 2004 r. zadebiutowała albumem Nerotica. Rok później odszedł ostatni założyciel zespołu – Mirko Rudnik.

## Dyskografia
- 2004 – Nerotica
- 2008 – Blue Circles